# 杨米涧镇
杨米涧镇，是中华人民共和国陕西省榆林市靖边县下辖的一个乡镇级行政单位。

## 行政区划
杨米涧镇下辖以下地区：
韩伙场村、镇罗堡村、杨米涧村、王梁村、郝渠则村、宋家坬村、关草涧村、兴和村、寺台村、后山村、黄地台村、石咀村、大路沟村、艾家湾村、大界村、窑沟村和高湾村。